# Lincoln City, Oregon
Lincoln City este un oraș din comitatul Lincoln de pe coasta Oregonului în Statele Unite, între Tillamook și Newport. Este numit după comitat, care la rândul său a fost numit în onoarea fostului președinte american Abraham Lincoln. Populația era de 9.815 la recensământul din 2020.

## Istorie
Lincoln City a fost înființat la 3 martie 1965, unind orașele Delake, Oceanlake și Taft și comunitățile neîncorporate din Cutler City și Nelscott. Acestea erau comunități adiacente de-a lungul U.S. Route 101, care servește drept strada principală a orașului Lincoln. Numele „Lincoln City” a fost ales în urma unui concurs al școlarilor din oraș, organizat din motiv că alegerea numelui unei din cele cinci comunități ar fi fost controversată.